# カール・ポメランス
カール・ポメランス（Carl Pomerance, 1944年 - ）は、アメリカの数学者。専門は数論および暗号理論。ミズーリ州ジョプリン生まれ。
奇完全数は少なくとも7個の相異なる素因数を持つことを証明した論文で、1972年にハーヴァード大学で博士号を取得した。その後、ジョージア大学に勤め、1982年に教授になった。2003年よりダートマス大学教授。
1984年には、RSA などの公開鍵暗号の安全性の根拠となっている素因数分解問題を、準指数時間で解くアルゴリズム（2次ふるい法）を発表している。Adleman-Pomerance-Rumely 素数判定法の発案者でもある。ルース＝アーロン・ペアの名付け親でもあり、1985年にはショーヴネ賞を受賞している。

## 文献
- Carl Pomerance, "The Quadratic Sieve Factoring Algorithm", In Advances in Cryptology - Proceedings of EUROCRYPT 84 (A Workshop on the Theory and Application of of Cryptographic Techniques, Paris, France, April 9-11, 1984), Thomas Beth, Norbert Cot, Ingemar Ingemarsson (Eds.), pp.169-182, Lecture Notes in Computer Science 209, Springer 1985, ISBN 3-540-16076-0